# Château de Rambouillet
Château de Rambouillet är ett slott i Rambouillet i Île-de-France utanför Paris i Frankrike.  Det var ett kungligt slott från 1783 och blev därefter statlig egendom. 
Det är officiellt sommarresidens för Frankrikes president. 

## Bakgrund
Slottet är känt från 1368 som borg åt den adliga familjen d'Angennes. Som sådan var kungafamiljen ibland gäst på slottet. Det var bostad åt greven av Toulouse mellan 1706 och 1737. 
År 1783 köptes slottet av kung Ludvig XVI från hertigen av Penthievre för sexton miljoner. Marie Antoinette ogillade slottets medeltida gotiska utseende, och det byggdes därför om och inreddes i modern nyklassisk stil för stora summor 1787, något som uppmärksammades på grund av den ekonomiska krisen. 
Under franska revolutionen blev slottet statlig egendom. Napoleon I tyckte om att använda det som jaktstuga och placerade det på liste civile, det vill säga den grupp statliga lokaler som stod till den franska statschefens förfogande. Även Karl X och Napoleon III använde det som jaktstuga, men under vissa perioder hyrdes det ut. 
Efter 1896 har det använts som officiellt sommarresidens åt den franska statschefen.

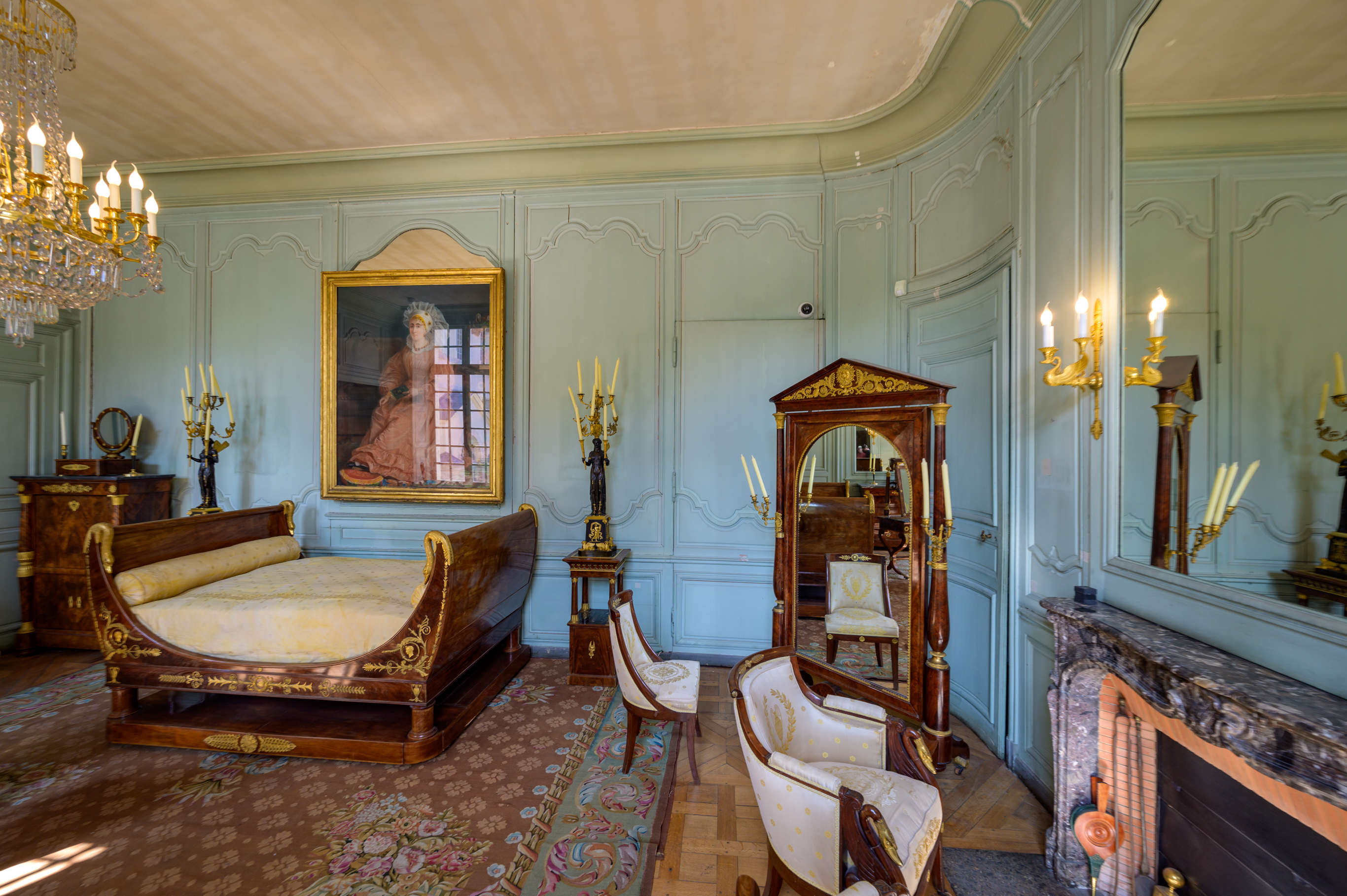
Interiör.
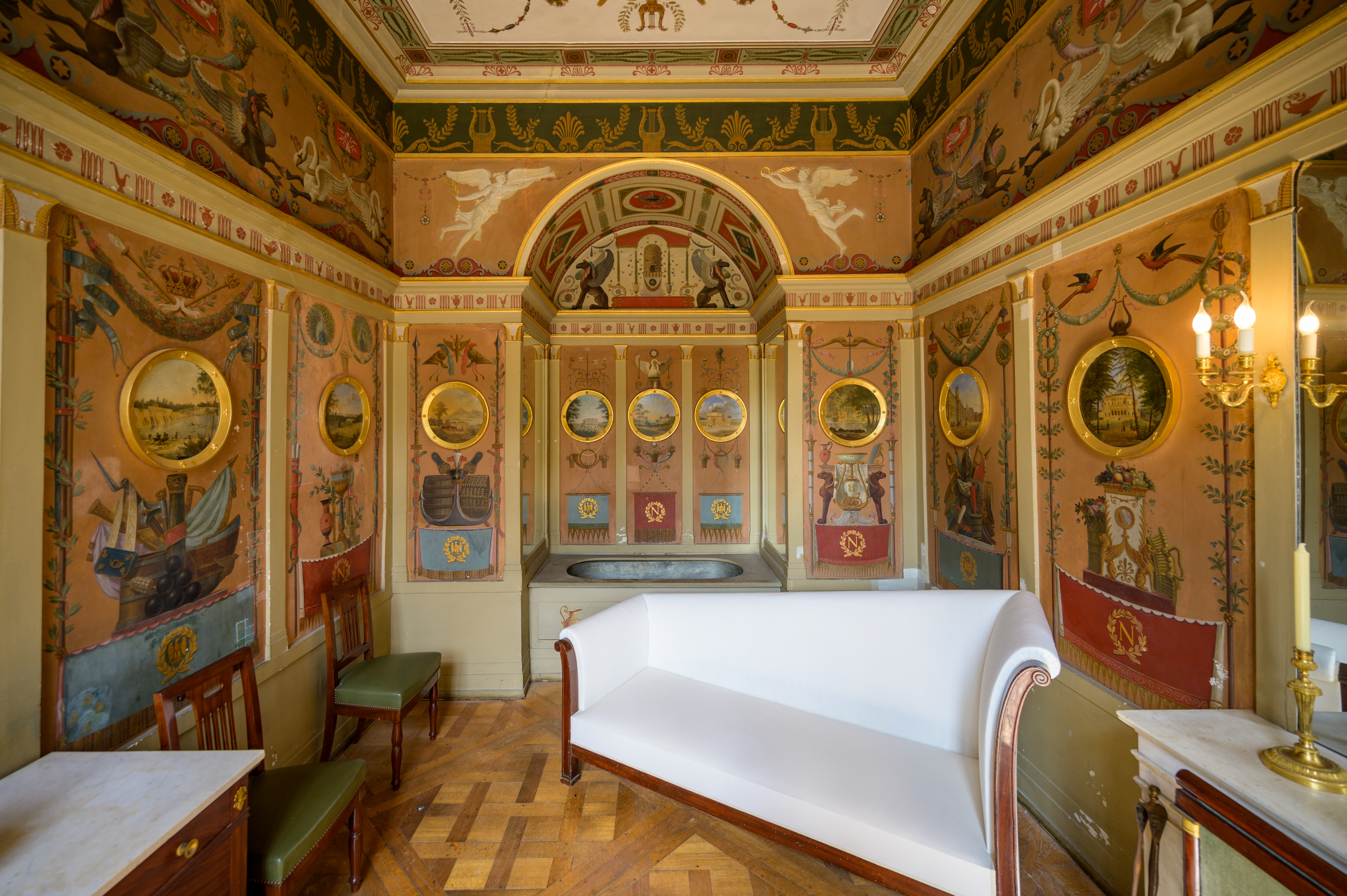
Interiör.
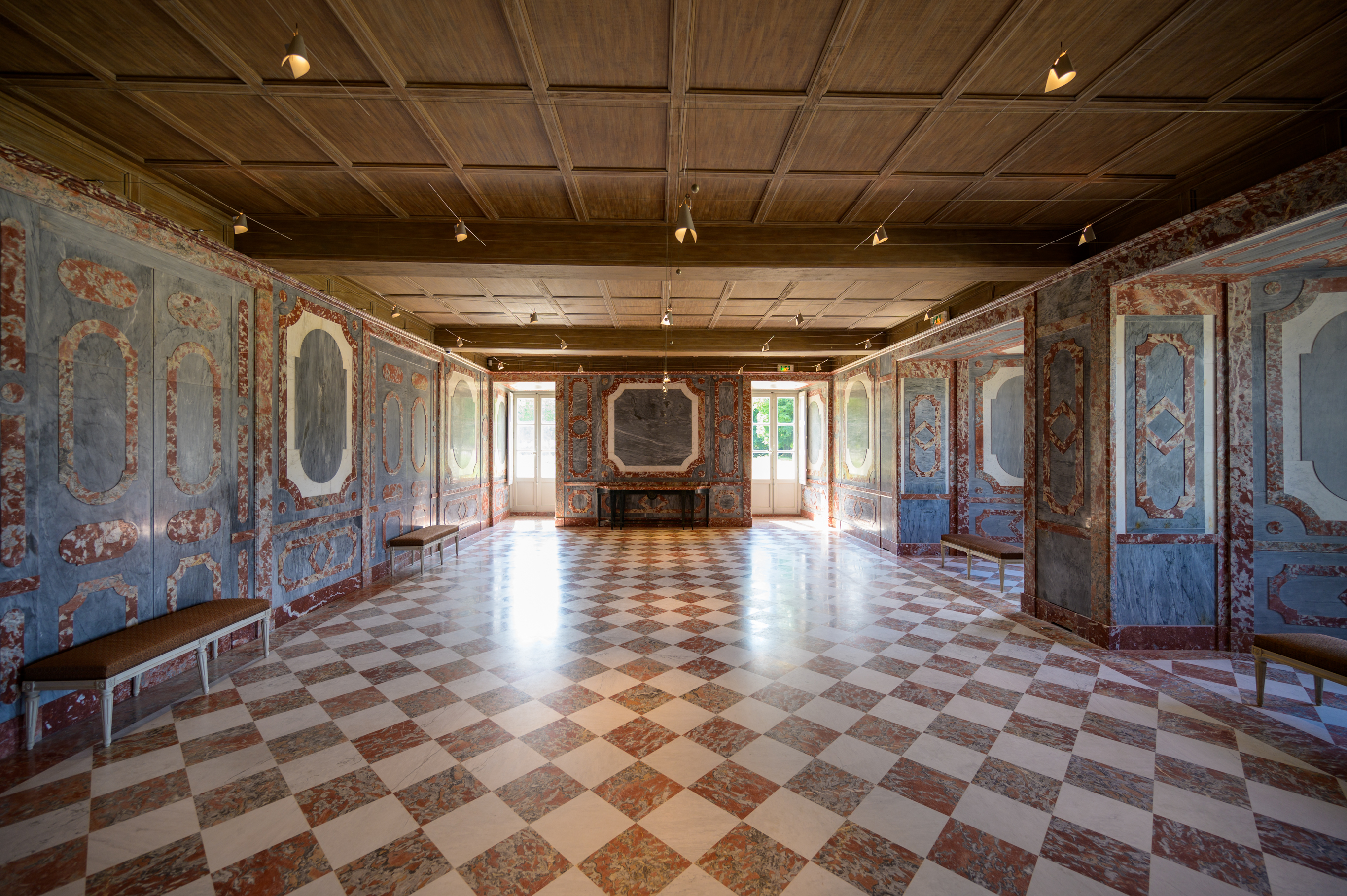
Interiör.